# Династија Западни Ђин
Династија потиче од клана С-ма чији су чланови захваљујући даровитом политичару и војсковођи С-ма Јију дошли на водећа места у управи северне кинеске државе Цао Веј, једног од Три краљевства. Године 249., С-ма Ји је као царски регент, захваљујући дворском пучу познатом као „Инцидент код Гаопиншких гробница”, постао де факто владар државе, а 265. год. његов је унук, С-ма Јан, принудио на абидицирање Цао Хуана, последњег цара династије Веј. Себе је прогласио царем и прогласио нову династију којој је има дао према држави Ђин, једној од држава из Периода прољећа и јесени, с чијег подручја је потицао клан С-ма. Под влашћу С-ма Јана, који је себе прогласио царем Вуом, покорена је држава Источни Ву, чиме је Кина коначно уједињена под влашћу једног цара.
Међутим, династија Ђин се превише ослањала на велепоседничке породице да би им одузела контролу над порезима и радом сељака. Та слабост и унутрашња подела довеле су до устанка милиона севернихих неханских становника и сви велики северни градови су нападнути након 299. год.
Раздобље мира није дуго трајало, јер су након Вуове смрти започели сукоби међу његовим наследницима и родбином познати као „Рат Осам принчева”. Они су толико ослабили царску власт, да су то искористили северни Ву Ху номади који су до 316. год. заузели највећи део северне Кине, укључујући престоницу Луојанг у догађају који се назива „Катастрофа код Јонгџие”. Од тада настаје раздобље познато као „Шеснаест краљевстава” (東晉十六國), када је на подручју Кине од 304. до 439. постојао низ краткотрајних држава. У овом раздобљу велике масе људи су се преселиле на југ, испод реке Хуај Хе, подстакнувши развој јужне Кине.

### Списак владара династије Западни Ђин
| Постхумно име | Храмовно име       | Лично име                      | Владарско име | Период владавине                          |
| --- | ------------------ | ------------------------------ | --- | ----------------------------------------- |
| Конвенција за навођење: (скраћено) постхумно име.1 |                    |                                | |                                           |
| Ву-ди 武帝 (Wǔdì) | Ш’-цу 世祖 (Shìzǔ) | С’-ма Јен 司马炎 (Sīmǎ Yán)    | Таи-ш’ (泰始) Сјен-нинг (咸宁) Таи-канг (太康) Таи-сји (太熙) | 265-274 275-280 -289 290.                 |
| Цар Сјао-хуи 孝惠皇帝 (Xiàohuì huángdì) | нема               | С’-ма Џунг 司马衷 (Sīmǎ Zhōng) | Јунг-сји (永熙) Јунг-пинг (永平) Јуен-канг (元康) Јунг-канг (永康) Јунг-нинг (永宁) Таи-ан (太安) Јунг-ан (永安) Ђијен-ву (建武) Јунг-ан (永安) Јунг-сјинг (永兴) Гуанг-сји (光熙) | 290 291 -299 300-301 -302 -303 304 -306 . |
| Цар Сјао-хуаи 孝怀皇帝 (Xiàohuái huángdì) | нема               | С’-ма Ч’ 司马炽 (Sīmǎ Chì)     | Јунг-ђија (永嘉) | 307-313.                                  |
| Цар Сјао-мин 孝愍皇帝 (Xiàomǐn huángdì) | нема               | С’-ма Је 司马邺 (Sīmǎ Yè)      | Ђијен-сјинг (建兴) | 313-317.                                  |
| 1. Постхумна имена свих владара ове династије, осим цара Вуа, садрже карактер сјао (孝, xiào) који значи синовља оданост. У навођењу имена владара овај се карактер обично изоставља. |                    |                                | |                                           |